# Апаранска котлина
Апаранска котлина или Апаранска низија представља плато, односно котлину вулканског порекла у централном делу Јерменије. Са запада је ограничена планином Арагац, на истоку је планински ланац Цахкуњац, а на југу планина Ару лер. Ова вулканска котлина је смештена на надморској висини између 1.940 и 2.000 метара над морем, са површином од око 80 км². Кроз централни део котлине протиче река Касах, а у јужном делу је смештено Апаранско језеро. 
Котлина је обрасла травнатом вегетацијом. Највеће насеље у котлини је градић Апаран.
- widths="750px"
- Котлина у подручју око града Апарана

- widths="750px"
- Котлина у подручју села Лусагјух